# 蘇波互不侵犯條約
蘇波互不侵犯條約（波蘭語：Polsko-radziecki pakt o nieagresji）是一項1932年由蘇聯和波蘭所簽署的互不侵犯條約。1939年9月17日，蘇聯入侵波蘭後，蘇聯單方面撕毀了該條約。

## 背景
波蘇戰爭後，波蘭在德國和蘇聯兩個國家之間奉行“等距離”政策。大多數波蘭政治家，無論其政治立場是左派還是右派，都認為波蘭應該主要依靠自第一次世界大戰以來十分重要的法波軍事聯盟，而不是支持德國或蘇聯。
為了實現與蘇聯的雙邊接觸正常化，雙方於1926年1月開始談判，以準備簽署一項互不侵犯條約，以鞏固里加和約所確立的邊界，並通過與德國簽署的類似條約來平衡。然而，與德國的談判尚未開始，波蘇談判於1927年6月中斷，當時英國與蘇聯斷交，蘇聯全權代表彼得·沃伊科夫在華沙被殺。
1931年，波蘇談判在莫斯科恢復。該條約於1932年7月25日簽署，有效期三年。1932年12月23日在華沙交換批准書，該條約於同日生效。它於1933年1月9日在國際聯盟條約彙編中註冊。
1934年5月5日，該條約未作任何修改，延長至1945年12月31日。

## 條款
波蘭與蘇聯雙方同意在雙邊關係中放棄使用武力，通過談判解決問題，放棄任何針對對方的武裝衝突或結盟。

## 後果
1939年9月17日，根據德蘇互不侵犯條約的秘密協議，蘇聯和德國聯手入侵波蘭，蘇聯破壞了該條約。